# Volonté (philosophie)
Pour les articles homonymes, voir Volonté.
Ne doit pas être confondu avec volition.
 (octobre 2021).
Si vous disposez d'ouvrages ou d'articles de référence ou si vous connaissez des sites web de qualité traitant du thème abordé ici, merci de compléter l'article en donnant les références utiles à sa vérifiabilité et en les liant à la section « Notes et références ».

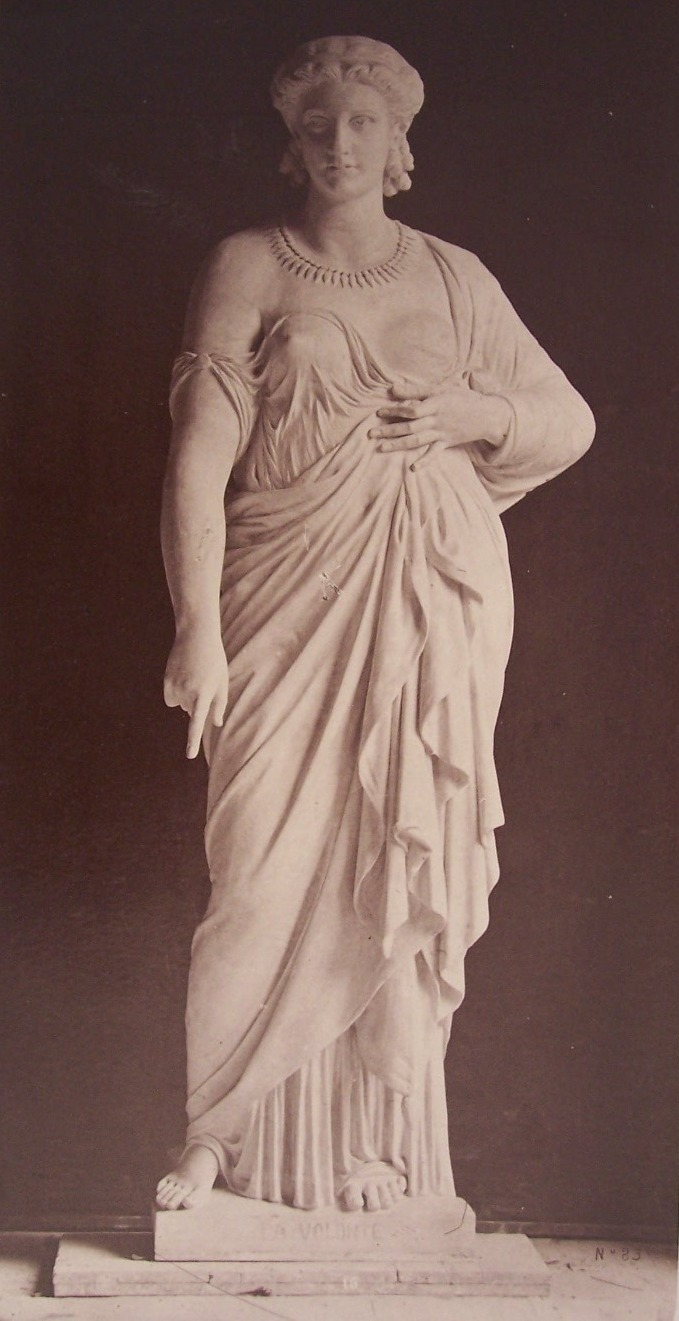
La Volonté. Statue de M. Janson pour l'Opéra de Paris (1875).
par Durandelle

La volonté désigne généralement la faculté d'exercer un libre choix gouverné par la raison, et en particulier en philosophie morale la faculté qu'a la raison de déterminer une action d'après des « normes » ou des principes (moraux, notamment). En cela elle peut être considérée comme une vertu. Elle se distingue du désir qui peut être incontrôlé ou irrationnel, et de la spontanéité des instincts naturels dont la réalisation ne fait appel à aucune délibération. La volonté est vue par certains philosophes comme l'expression d'un libre arbitre chez un sujet, par exemple entre ses désirs actuels et ses souhaits futurs ; d'autres considèrent néanmoins qu'elle est elle-même déterminée. Le mot désigne aussi la manifestation de sa capacité de choisir par lui-même sans coercition particulière.
Pour de nombreux philosophes, comme Kant et Descartes, la volonté est une faculté proprement humaine, puisqu'elle transcende les tendances naturelles de l'homme et lui permet de se gouverner librement, à l'encontre de (ou par-delà) ces tendances. D'autres conceptions philosophiques, comme celle des épicuriens, définissent la volonté elle-même (ainsi d'ailleurs que la raison) comme faculté naturelle visant à réguler le comportement, et à ce titre applicable aussi aux animaux, contrairement à l'entendement.
Chez Schopenhauer, le concept de volonté ou vouloir-vivre, assimilé à la chose en soi, désigne la force « initiale et inconditionnée » qui est à l'origine du monde phénoménal ; c'est « la seule expression vraie de la plus intime essence du monde. Tout aspire et s’efforce à l'existence, et si possible à l’existence organique, c’est-à-dire la vie, et, une fois éclose, à son plus grand essor possible. »
Le concept de volonté est lié à la conception que l'on se fait de la raison. De cette conception dépendent aussi les notions de liberté et de responsabilité, qui posent les fondements de la morale et du droit. Les questions relatives à la notion de volonté se rapportent donc à l'éthique (ou philosophie morale), en particulier à la théorie de l'action, mais aussi à la philosophie du droit.

## Enjeux philosophiques

### Généralités

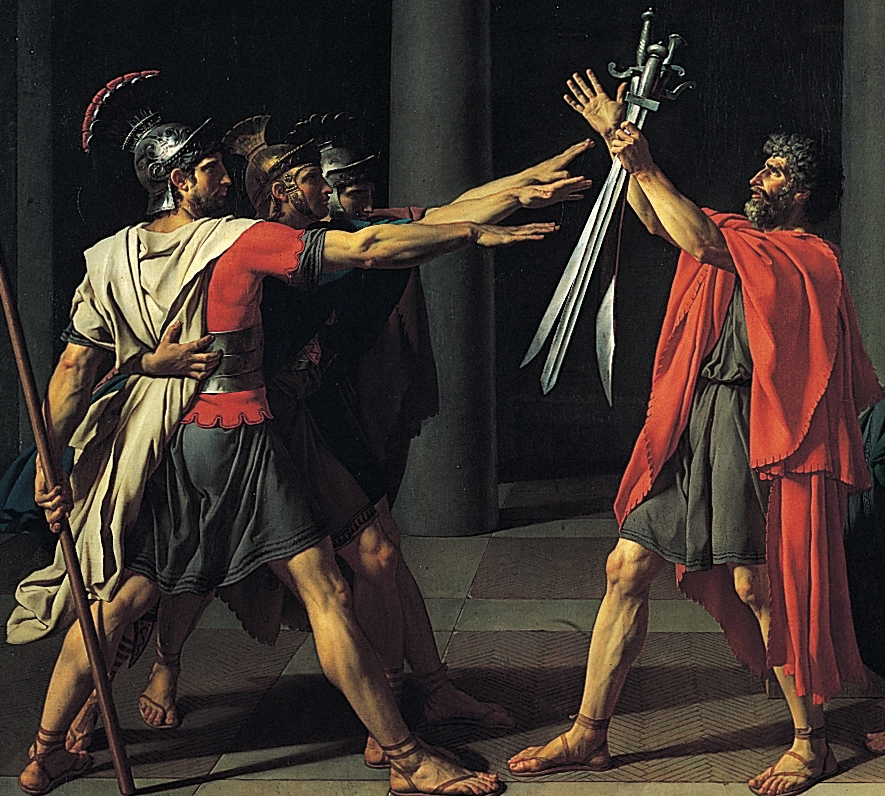
Le Serment des Horaces par J.-L. David (détail), 1785. Le serment exprime une volonté ferme de parvenir à un objectif.

D'un point de vue philosophique et psychologique, la volonté est fréquemment associée à l’intentionnalité : pour qu'il y ait un acte volontaire, il doit, semble-t-il, y avoir une intention, c’est-à-dire l'élaboration par un sujet d'une pensée jouant un rôle dynamique, allant de la représentation consciente de l'acte à venir, et de l'anticipation de ses éventuels effets (conséquences), jusqu'à la décision du passage à l'acte. À ce titre, la volonté ne semble donc pouvoir exister que chez un être capable de se fixer à et par lui-même le principe de son action d'après une délibération réfléchie.
On peut s'efforcer de chercher à décrire le processus de la volonté indépendamment de toute hypothèse métaphysique : une telle description appartiendra alors davantage à la psychologie. Toutefois, en tant qu'on la considère dans ses conséquences morales, elle appartient également à l'éthique.
Au sens moral, « faire preuve de volonté », ou « avoir de la volonté » implique de la ténacité, c'est-à-dire de la détermination (ou résolution) et de la persistance (ou constance) dans une « succession » d'actions poursuivant un même objectif. Il s'agit donc d'une certaine « force du caractère », autrement dit aussi d'une vertu morale.

### Désir et volonté
Le désir est une tendance, un mouvement spontané de l'organisme qui s'accompagne d'une représentation plus ou moins consciente de « l'objet » convoité. Il s'agit donc aussi d'une disposition physiologique et psychique finalisée. Cette disposition peut être suscitée par les idées que nous formons, par l'imagination, la mémoire ou encore par des croyances « morales », « religieuses » ou rationnelles. Le désir a ainsi une grande diversité d'expressions : lorsque le désir s'installe en nous de manière durable, ou qu'il prend une grande force, on parle souvent de passion ; mais lorsque cette tendance impulsive est tempérée, maîtrisée, gouvernée, voire inhibée, alors, il y a place pour ce que l'on nomme « volonté ».
La volonté peut, d'une part, valider et confirmer un désir : je désire tellement réussir à réaliser un objectif que je dis le « vouloir », ce qui n'est pas le cas pour de simples souhaits ou de vagues désirs, mais elle peut d'autre part s'opposer à certains désirs : je désire dormir mais je veux cependant d'abord finir un travail, ce qui me pousse à agir à l'encontre de mon désir spontané. La volonté permet ainsi d'effectuer une sélection entre nos désirs, et de choisir d'en accomplir certains d'entre eux et de renoncer à d'autres. La volonté apparaît donc comme la reprise ou la « sublimation » d'un désir au niveau de l'intelligence ou de la raison. En ce sens, elle est plus réfléchie et moins spontanée que le désir seul.

### Les dilemmes moraux
L'un des problèmes majeurs auxquels la volonté est, assez souvent, confrontée dans son exercice est l'existence de dilemmes. En effet, la volonté est, parfois, tiraillée entre deux objectifs (voire davantage) ayant apparemment autant de valeur (ou d'importance) l'un que l'autre, mais pourtant ces objectifs paraissent inconciliables. Le héros « cornélien », dans le théâtre dramatique français du XVIIe siècle est l'une des plus célèbres illustrations littéraires de ces situations – en ce sens, on parle en français de dilemmes ou de choix « cornéliens ». Une branche de la philosophie morale s'occupe de l'examen de ces dilemmes moraux, qui posent la question de savoir en fonction de quel type de principes moraux il faut déterminer ses actions (principes utilitaristes, déontologiques, religieux, etc.).

### L'existence du libre arbitre
La nature de la volonté pose des problèmes philosophiques d'ordre moral. Tout d'abord, d'un point de vue métaphysique, l'existence même de la volonté renvoie à la question de l'existence ou non d'un libre arbitre. En effet, les choix que nous prenons pour des choix volontaires (c'est-à-dire libres) sont, peut-être, en réalité, déterminés par des causes (biologiques, sociales, culturelles, etc.) dont nous n'avons pas conscience : c'est là le problème du déterminisme (voir notamment Spinoza, et Sigmund Freud). En ce sens, la volonté ne serait peut-être qu'un leurre nous dissimulant notre soumission de fait à des principes (naturels, sociaux, etc.) qui conditionnent (plus ou moins entièrement) nos choix à notre insu. Pour agir librement, il faudrait alors que l'homme soit capable de déterminer de manière autonome ses actions, non pas en obéissant à ses désirs égoïstes (inclinations naturelles), mais d'après la représentation d'une loi ou d'un principe (établis par sa seule raison), comme l'a souligné Kant.

### La faiblesse de la volonté
Par ailleurs, le problème moral qui touche au fonctionnement de la volonté est celui de sa possible faiblesse (voire de son entière impuissance). En effet, la volonté s'oppose, en principe, aux pulsions naturelles et aux désirs spontanés, auxquels elle nous permet de résister (par exemple, lorsqu'on désire dormir mais qu'on « veut » d'abord finir un travail). Toutefois, en pratique, il est fréquent qu'elle n'ait pas la force suffisante pour y parvenir. C'est le problème de la « faiblesse de la volonté », ou acrasie, soulevé depuis la philosophie antique grecque (notamment par Aristote dans l’Éthique à Nicomaque) : lorsque nous agissons à l'encontre de ce que nous considérons pourtant comme le meilleur choix. Ce problème pose la question des rapports entre la volonté et le désir, ou encore aussi entre la raison et les émotions : l'homme est-il gouverné par sa raison, lucide et réfléchie, comme il aime à le croire, ou bien ne peut-il s'empêcher d'obéir à ses émotions et à ses désirs, ce qui porterait atteinte à la « dignité » et même à la liberté auxquelles il prétend ?

### Les questions juridiques
La volonté est également au cœur de nombreuses questions juridiques. En effet, afin d'être tenu pour responsable de ses actes (et donc de pouvoir être jugé), il faut posséder une conscience et une volonté, constitutives de ce qu'on appelle en droit, une « personne » (ou encore un « sujet de droit »). Ainsi, le droit romain repose sur la notion de contrat, qui suppose elle-même la capacité de contracter ou volonté (seul un agent capable d'avoir librement voulu ou décidé de contracter est susceptible d'être jugé, en cas de litige). La question principale qui anime de nombreux débats contemporains consiste alors à savoir ce qui peut être considéré comme un « sujet de droit » : un enfant, un fou, un animal, la nature, peuvent-ils être considérés comme des « sujets juridiques » ? Et en quel sens ? Ainsi, notamment : peut-on avoir des devoirs envers la nature ou envers les animaux (ce qui nous obligerait à les considérer, en quelque façon, comme des personnes) ?

## Histoire des théories sur la volonté

### La volonté dans la philosophie médiévale
C'est avec la pensée médiévale qu'ont lieu les premiers véritables développements spéculatifs sur la question de la volonté[réf. nécessaire] dont le coup d'envoi est constitué par les textes augustiniens. Toutefois, au XIIIe siècle, de nombreux penseurs médiévaux dont Thomas d'Aquin, envisagent la volonté comme un appétit intellectuel (appetitus intellectualis), sur le fond du philosophème aristotélicien de l’orexis dianoétiké. Ainsi, s'installe alors une compréhension appétitive de la volonté qui dominera encore bien après le Moyen Âge. Il faut signaler ici, la singularité de la pensée scotienne de la volonté, remarquée par Hannah Arendt[réf. nécessaire], qui arrache la volonté à sa compréhension strictement intellectuelle. Chez Duns Scot se constitue ainsi une pensée de la volonté comme volonté « pure » ou « nue », dont on trouvera beaucoup des traces plus ou moins atténuées, dans la pensée moderne.

### La volonté chez Descartes

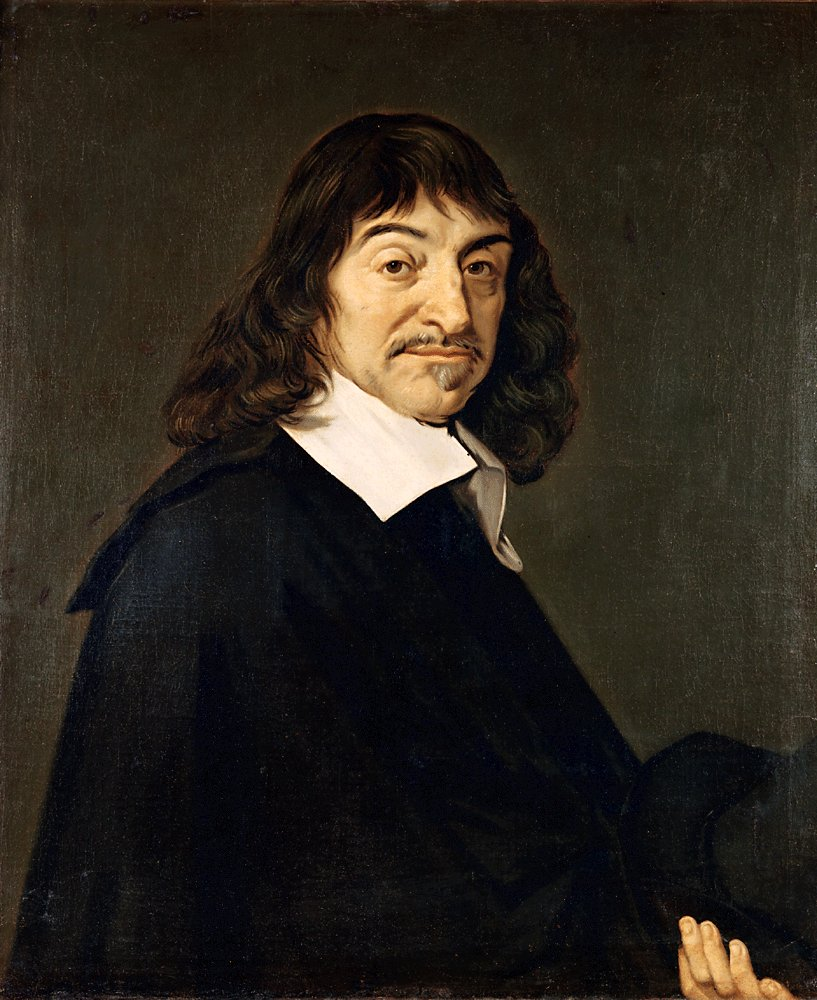
René Descartes peint par Frans Hals (1649).

René Descartes considère la volonté comme la faculté humaine la plus large : « je ne conçois point l'idée d'aucune autre [faculté] plus ample et plus étendue ». Il la place au centre de sa philosophie morale (deuxième et troisième maximes de sa morale provisoire), mais également au cœur de sa théorie sur l'erreur. Enfin, se prononçant dans ses Méditations métaphysiques contre une certaine forme d'indifférence, il estime que la liberté d'un choix vient surtout de la conjugaison de la volonté avec la connaissance.

#### La grandeur de la volonté
Descartes explique, dans la quatrième de ses Méditations métaphysiques, qu'autant notre entendement (pouvoir de connaître) est limité, autant notre volonté (pouvoir de choisir) semble absolue et infinie, du moins considérée dans sa forme, ou son mode de fonctionnement, c'est-à-dire indépendamment du contenu des choix sur lesquelles elle est amenée à se prononcer. En effet, elle n'est autre que ce pouvoir que nous avons de « faire une chose, ou ne pas la faire (c'est-à-dire affirmer ou nier, poursuivre ou fuir) ». Par exemple, si je suis librement allé au marché, c'est que je pouvais le faire ou ne pas le faire, ou encore, si j'ai choisi librement de voter pour le candidat X, c'est que je pouvais très bien voter pour X ou ne pas voter pour X. Rien d'autre ne m'y a contraint que ma libre décision.
Ainsi, la volonté comprise en ce sens (très proche de la notion de libre arbitre) ne semble n'admettre aucun degré, et donc on ne peut pas pouvoir être dit « plus » ou « moins » libre, dans ce sens précis. Tout être humain, dès lors qu'il possède cette faculté de vouloir, la possède en effet tout entière, et intégralement : le prisonnier tout autant que le riche Prince. Cette grandeur de la volonté, dit Descartes « me fait connaître que je porte l'image et la ressemblance de Dieu », car, considérée ainsi dans sa forme, la volonté de Dieu « ne me semble pas toutefois plus grande » que la mienne. Autrement dit, même si le libre arbitre de Dieu porte sur la création tout entière, tandis que le mien ne s'exerce que dans les limites de mes problèmes humains, il est, en sa forme, exactement identique au mien : pouvoir de faire ou ne pas faire.

#### La théorie de l'erreur
Descartes, toujours dans sa Quatrième méditation, voit en cette amplitude de volonté la source même de l’erreur humaine, puisque la volonté se heurte dans son exercice à notre entendement (ou capacité de comprendre), inévitablement limité. Notre volonté nous permet en effet d'affirmer ou de nier tout ce que nous voulons, le vrai comme le faux ; mais ce que notre entendement nous fait concevoir n'est pas toujours clair et assuré, et donc notre faculté de connaître est non seulement limitée, mais aussi victime de certaines illusions. Notre imagination, en effet, a la capacité de nous représenter l’irréel, et ainsi, de nous faire percevoir des choses que nous ne pouvons pas connaître voire qui n'existent pas. C'est pourquoi, selon Descartes, l’on doit s’abstenir de tout jugement précipité, c’est-à-dire d'exercer un choix de sa volonté, lorsqu’il n’y a aucune raison qui nous persuade d’affirmer ou de nier avec certitude une proposition. En définitive, cette certitude nous est fournie par la clarté et la distinction de nos idées (voir les quatre règles du Discours de la méthode). Voilà le bon usage du libre arbitre qui permet de limiter l'erreur.

#### La morale provisoire
Descartes place la volonté parmi les vertus morales les plus hautes, au sens où l'on parle de « faire preuve de volonté », comme en témoigne sa morale provisoire (Discours de la méthode, Troisième partie[réf. incomplète]). Dans celle-ci, deux des trois maximes proposées reposent en effet sur l'exercice de la volonté : la maxime de résolution, et la maxime de réforme de soi.
- La seconde maxime de Descartes consiste à « être le plus ferme et le plus résolu en mes actions que je pourrais », et même à suivre aussi « constamment les opinions les plus douteuses », une fois qu'on s'y est déterminé, « que si elles eussent été très assurées »[8]. Autrement dit, dans la vie pratique, la plupart de nos actions ayant une certaine urgence, il faut se décider, même dans l'incertitude, et ne pas changer de direction « pour de faibles raisons », mais au contraire s'en tenir à la ligne de conduite ou au choix qu'on a décidé, comme s'il était certain. À l'image, dit Descartes, des voyageurs perdus en forêt, qui ne doivent pas aller et revenir sur leurs pas, au risque de rester perdus, mais choisir une direction, même au hasard, et s'y tenir sans dévier, pour sortir de la forêt. Descartes recommande donc de faire preuve de constance et la ténacité dans ses actions, même en cas de doute.
- La troisième maxime de Descartes consiste à préconiser de « changer mes désirs [plutôt] que l'ordre du monde », c'est-à-dire à ne pas désirer l'impossible et à réformer ses propres habitudes, plutôt que de vouloir bouleverser le cours des événements, sur lequel nous n'avons pas vraiment de pouvoir. Il s'agit d'un précepte inspiré du stoïcisme antique, qui recommandait d'accepter le destin et de cultiver plutôt la bonne disposition de notre volonté (liberté intérieure). Pour faire simple, Descartes recommande ici de se fier à notre volonté (celle-ci « ne se portant naturellement à désirer que les choses que notre entendement lui représente en quelque façon comme possibles »[8]), plutôt qu'à nos désirs les plus chimériques (comme « d'être sains étant malades, ou d'être libres étant en prison », ou d'avoir « des ailes pour voler comme les oiseaux »), et ce, afin d'être plus libres et plus heureux. Une volonté portant sur ce qu'il est raisonnable de rechercher doit donc l'emporter sur nos désirs les plus fous, qui nous rendent vainement malheureux.

#### La liberté conjugue volonté et connaissance
Descartes intervient aussi, dans la Quatrième des Méditations métaphysiques, sur un débat concernant l'indifférence. À son époque, on appelle parfois « liberté d'indifférence » le pouvoir qu'a l'être humain de choisir arbitrairement (indifféremment) de faire ou ne pas faire quelque chose (par exemple, manger ou ne pas manger lorsqu'on a faim), sans que rien l'y pousse (libre arbitre). Certains voient dans cette capacité d'indifférence, l'expression la plus « forte » de la liberté humaine : ainsi, pour certains Jésuites, ce qui montre la liberté humaine, c'est qu'on peut ou pouvait toujours choisir le contraire de ce qu'on choisit ou qu'on a choisi.
Or, Descartes précise que l'entendement (la connaissance) intervient la plupart du temps lors d'un choix, et que notre volonté ne s'exerce pas, la plupart du temps, dans l'indifférence, mais bien plutôt d'après l'idée que nous nous faisons sur ce qui est le meilleur choix à faire, c'est-à-dire d'après notre connaissance. Ainsi, lorsqu'on voit clairement quelle est la meilleure option, parmi plusieurs, il n'y a pas à hésiter ou à rester dans l'indifférence, mais au contraire nous sommes poussés par cette connaissance claire à faire ce choix et à le décider par notre volonté. Ainsi, « afin que je sois libre, il n'est pas nécessaire que je sois indifférent à choisir l'un ou l'autre des deux contraires », mais plutôt que je connaisse clairement quel est le meilleur choix afin de m'y déterminer en connaissance de cause.
L'indifférence est ainsi globalement conçue par Descartes comme une forme d'indécision, d'indétermination ou d'hésitation, qui montre surtout « un défaut dans la connaissance », c'est-à-dire un manque d'informations ou de clarté sur le choix à faire. C'est pourquoi il déclare, dans les Méditations, qu'elle est « le plus bas degré de la liberté » : elle est certes le signe que l'homme n'est pas gouverné par l'instinct comme l'animal, mais en même temps elle témoigne d'un manque de connaissances. Pour Descartes, seul un choix éclairé par la connaissance (clairement conçu comme étant le meilleur) est réellement ou pleinement libre, et c'est pourquoi, il conclut que si je voyais toujours quel est le meilleur choix parmi ceux qui me sont offerts, « je serais entièrement libre, sans jamais être indifférent ».

### La volonté générale chez Rousseau
Le concept de « volonté générale » occupe une place centrale dans la philosophie politique de Jean-Jacques Rousseau, telle qu'elle est formulée dans Émile ou De l'éducation mais surtout dans Du contrat social ou Principes du droit politique. La volonté générale (ou volonté du peuple souverain) fonde, en effet, selon Rousseau, la légitimité du pouvoir politique, et donc de l'État. Elle désigne ce que tout citoyen devrait vouloir pour le bien de tous, et non pour son intérêt propre ou particulier. En ceci, cette volonté se distingue de la volonté particulière, par laquelle chaque individu recherche son bien personnel. C'est sur cette volonté générale que repose le contrat social. Il est à noter que la volonté générale ne correspond pas exactement à la volonté de la majorité, cette dernière n'étant « qu'une somme de volontés particulières » ; la volonté générale est plutôt, d'après Rousseau, « la somme des différences » de cette somme des volontés particulières, c'est-à-dire ce qui reste quand on a ôté les différentes volontés particulières qui s'entredétruisent.
Pour tendre vers le bien commun, les forces de l’État ne peuvent être dirigées que par la volonté générale (l’accord des intérêts particuliers, à partir desquels se dégagent des intérêts communs). La souveraineté populaire peut être déléguée, en s’accordant provisoirement avec la volonté d’un homme, mais la volonté d'un peuple ne saurait se soumettre dans la durée à la volonté d'un seul homme. Ce concept, qui marque la spécificité de la théorie du contrat de Rousseau (en particulier par rapport à celle de Hobbes), eut une grande influence sur les orateurs de la Révolution française. Plus récemment, ce concept a également influencé John Rawls pour la construction de son concept de « voile d'ignorance » dans sa Théorie de la justice.

### Volonté et moralité chez Kant

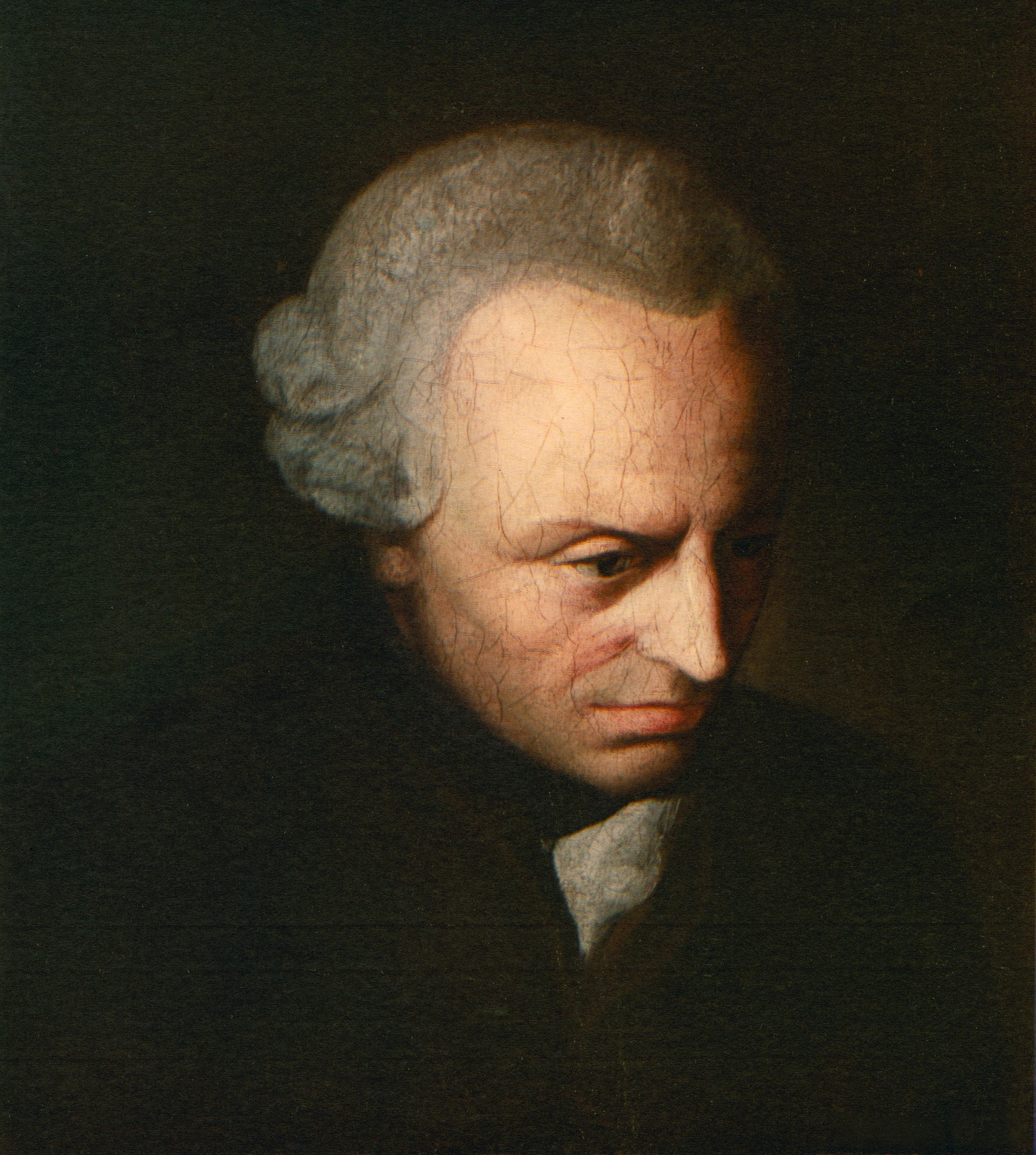
Emmanuel Kant, portrait par un auteur anonyme (vers 1870).

Emmanuel Kant, dans sa philosophie pratique, fait de « l'autonomie de la volonté » le principe suprême de la morale. Elle permet en effet à l'homme de se fixer sa propre loi, non pas d'après ses penchants égoïstes, mais d'après la représentation d'une loi fixée par la seule raison. Ainsi, seul celui qui agit par devoir (et non par intérêt), c'est-à-dire par « bonne volonté », agit de manière proprement et rigoureusement morale.

#### L'autonomie de la volonté
L'homme est à la fois un être sensible, soumis à des inclinations (désirs), et un être intelligent, capable de décider de sa conduite par sa seule raison pure pratique, indépendamment de ses désirs. Ce principe de choix, indépendant des penchants, est l'autonomie de la volonté (l’être raisonnable se fixe lui-même sa loi), et il s’oppose à l’hétéronomie (la volonté trouve sa loi en dehors d’elle-même, à savoir dans les désirs excités en nous par la sensibilité).
D’après Kant, l'hétéronomie est à l’origine de toutes les « erreurs » commises par les morales précédant la sienne dans la compréhension de ce qui fait la moralité de toute morale déterminée ou « particulière ». En effet, les morales fondées sur la visée du bonheur tout autant que celles reposant sur le sens moral, sont basées sur un calcul ayant pour origine l'utilité et l'égoïsme des penchants (donc ce calcul est immoral), et ne permettent pas de se rapporter à une mesure universelle et « fixe » pour définir l'acte moral. Aussi, c'est l’autonomie de la volonté qui doit être, pour Kant, le principe suprême de la morale : un acte sera donc moral si et seulement si l'intention qui y préside est voulue en toute autonomie du vouloir (et non en suivant les inclinations de la sensibilité, situation d'hétéronomie).

#### La bonne volonté
En examinant la conscience morale « commune », Kant dégage le fait que rien n’est absolument « bon » en soi, dans le monde, hormis la « bonne volonté ». Cette bonne volonté est définie en dehors de toute considération des buts de l’action (elle doit être bonne « en elle-même »), elle ne dépend pas non plus des résultats de l’action (ce qui montre l’opposition de la morale kantienne et des morales utilitaristes ou conséquentialistes). La volonté est dite bonne si et seulement si elle obéit à une loi ou à une maxime commandée par la seule raison (représentation d'une loi morale suscitant l'adhésion par respect), et non par la sensibilité (les penchants, toujours égoïstes). La morale est donc liée à la rectitude du vouloir : une action est dite « bonne » ou « morale » si elle est décidée par « pure représentation » de la loi morale. Il s'agit, finalement, d'une morale de l'intention « universalisable » (déontologie).
Dans ce cadre, il faut distinguer l’action légale, qui est seulement « conforme au devoir », de l’action morale, accomplie par « pur respect » pour le devoir, c'est-à-dire, indépendamment de tout intérêt pris par l’agent. La condition qui permet in fine de définir un acte moral, c'est qu'il soit accompli par devoir, et non par intérêt. Chez l’homme, la loi prend ainsi la forme d’une obligation « morale » qu'il ne faut pas toujours assimiler à une obligation « légale » car toute loi « positive » n'est pas nécessairement dictée par le seul souci du respect de « l'autonomie de la personne purement raisonnable » : le devoir naît du heurt entre la bonne volonté et les tendances (c’est-à-dire, les inclinations sensibles), la première s'opposant souvent aux secondes. La loi morale rencontre donc presque toujours inévitablement chez l’homme, des entraves subjectives : bien que certaines actions soient objectivement et « pratiquement » nécessaires (imposées par la loi comme « fait impératif de la raison pure »), ces actions demeurent subjectivement contingentes (de fait, la volonté humaine n’est pas « sainte », l’homme peut ne pas respecter la loi, et céder à ses désirs).

#### L'impératif catégorique
Chez l’homme, la loi prend la forme d’un impératif. Kant distingue trois types d'impératifs « suivis » par les hommes dans leurs actions. Les impératifs de l'habileté (qui fournissent des règles faisant tendre la volonté vers des fins seulement possibles), comme les impératifs de la prudence (qui fournissent des conseils faisant tendre la volonté vers des fins réelles), sont dits hypothétiques : ils commandent certes la volonté, mais dépendent de la sensibilité (par leur but, choisi par cette dernière). Au contraire, l’impératif moral (qui fournit des commandements à la volonté indépendamment d'un but particulier quelconque) est dit catégorique : il commande la volonté sans rapport à aucune fin, il est donc purement « formel » et il s'impose à la volonté de façon inconditionnée et indépendamment de tout contenu (c’est le « formalisme kantien »).
En définissant la maxime d’une action comme la règle subjective déterminant la volonté d’un être raisonnable — qui peut être contraire à la loi morale — Kant aboutit à la « formule mère » de l’impératif catégorique : « Agis de telle sorte que la maxime de ta volonté puisse toujours valoir en même temps comme principe d’une législation universelle ». On retrouve ici la définition de la raison comme une exigence d’universalité et aussi, de non-contradiction logique. Il doit y avoir conformité de la maxime de la volonté à prééminence du principe formel de la loi morale : dans l’action immorale, notre volonté se nie elle-même (contradiction « logique » de la détermination « matérielle » interne). Pour Kant, mal agir c’est toujours vouloir pour soi ce que l’on ne veut pas absolument et universellement, c’est vouloir se mettre dans un « état d’exception ». Cette maxime montre donc l'unité « transcendantale » de la forme de la raison dans l'humanité. D'où cette autre formule de Kant : « La législation universelle de la conduite, c’est la volonté de l’être raisonnable qui doit en être la législatrice ».

### La volonté chez Schopenhauer

Portrait d'Arthur Schopenhauer (1788-1860).

Arthur Schopenhauer a développé le concept de « volonté de vivre » (Wille zum Leben) comme un principe universel définissant la lutte fondamentale de chaque espèce pour réaliser le type qui lui est propre. Ce vouloir-vivre spécifique passe inévitablement par un conflit constant avec les autres espèces pour préserver une forme de vie définie. La notion de « volonté de vie » n'est pas à dissocier de la notion de « volonté » chez Schopenhauer : « c'est une même chose et un simple pléonasme quand nous disons la « Volonté de vivre » au lieu de dire la « Volonté tout court ». Bichat, physiologiste français, avait lui aussi formé le concept de « vie organique », en le distinguant de celui de « vie animale », de la même façon que la volonté s'oppose à l’intellect pour Schopenhauer.
La Volonté, selon Schopenhauer, est la « chose en soi » cachée dans la profusion des phénomènes, elle est l'essence intime du monde. C'est une force, ou plutôt une puissance, aveugle et absurde, un principe dépourvu de savoir et de connaissance (au sens courant de ce terme). Le tempérament, ou le caractère individuel fondamental (caractère qui avant d'être « individuel » est « spécifique »), se rapporte à cette Volonté originaire que ni l'habitude, ni l'éducation ne peuvent venir fondamentalement modifier. La connaissance ne s'y surajoute que par accident (selon la contingence du devenir), pour aboutir aux manifestations les plus complexes de la nature : les animaux et les êtres humains.
Cette volonté de vivre est libre (inconditionnée) dans son « être en soi », mais pas dans ses manifestations phénoménales : elle est toujours strictement soumise au principe de causalité (qui s'exerce sous la forme de l'excitation pour les végétaux et de la motivation pour les animaux et l'homme). Il ne s'agit toutefois pas d'une idée ou d'une représentation du monde qui nous conduirait à aimer la vie, puisqu'au contraire elle s'impose d'abord à nous avec une puissance telle qu'on ne saurait décider arbitrairement de lutter contre elle, et c'est justement sous son impulsion presque irrésistible que nous en déduisons généralement ensuite - mais néanmoins par illusion - que la vie a de la valeur. Selon Schopenhauer, seuls le sentiment esthétique, l'ascétisme religieux et la compassion pour toute la douleur du Monde, permettent de l'atténuer très partiellement, et d'échapper ainsi à la souffrance ou à la haine qu'elle ne peut manquer de susciter chez qui dispose d'un minimum de lucidité intellectuelle.

### La volonté chez Nietzsche
Dans Par-delà le bien et le mal, Nietzsche reproche aux philosophes de parler de la volonté comme si c'était la chose la mieux connue au monde. Il les soupçonne de reprendre et d'exagérer un préjugé populaire qui unifie de manière purement verbale le concept de "volonté".
Il s'applique à décrire la pluralité d'aspects qui lui semble composer tout acte de volonté :
- Un agrégat de sentiments : le sentiment de l'état initial, celui de l'état terminal et le sentiment du mouvement lui-même, en plus d'un sentiment musculaire qui entre en jeu sitôt que nous voulons
- Une pensée qui le commande, et qui ne peut être retranchée du vouloir
- Une passion de commander, l'intime certitude que l'on sera obéi[18]
- Toute une chaîne de conclusions erronées et de jugements faux agrégés au vouloir du fait que nous sommes à la fois celui qui commande et celui qui obéit, et que nous avons pourtant l'habitude de nous duper nous-mêmes en escamotant cette dualité grâce au concept synthétique du "moi"

Comme souvent chez Nietzsche, il ne s'agit pas de donner une définition exhaustive d'un concept isolé, mais plutôt de chercher à interpréter un phénomène pour mettre en évidence la confrontation des différents sens qu'a pris la chose, le mot. (Voir l'article Généalogie de la morale)
Nietzsche décèle dans l’entremêlement courant de l'acte et de la volonté un préjugé supplémentaire qui aurait trompé la vigilance des philosophes. Dans la majorité des cas, la volonté n'entrant en jeu que lorsqu'elle s'attend à être obéie, donc à susciter un acte, "celui qui veut" attribue fallacieusement à la volonté la réussite et l'accomplissement de l'acte, et le sentiment accru de puissance que tout succès apporte avec soi.
L'effort d'analyse du concept bien utile de "volonté" présenté plus haut, visant à souligner la multiplicité des aspects désignés par ce concept, nous fait comprendre pourquoi Nietzsche n'assimile pas les deux phénomènes. L'acte et la volonté ne peuvent pas être une seule et même chose, il faut donc qu'il y ait eu une réinterprétation simplificatrice de la volonté par l'acte et les sentiments qui l'accompagnent.
Avec Nietzsche le libre-arbitre devient ce complexe d'état d'euphorie du "sujet voulant" qui commande et s'identifie exécuteur de l'action tout en estimant que c'est sa volonté qui surmonte les résistances.
Nietzsche fait ensuite remarquer que dans toute collectivité heureuse et bien organisée, la classe dirigeante s'identifie aux succès de la collectivité. De la même manière, un acte volontaire au niveau individuel peut être compris comme un ordre donné et reçu, s'adressant à un édifice collectif d'"âmes" multiples (car pour Nietzsche le corps n'est pas autre chose).
En dernier lieu, Nietzsche propose donc de voir le vouloir sous l'angle de la morale, conçue comme science des rapports de domination dont procède le phénomène "vie".
Voir l'article Volonté de puissance.

### Ouvrages classiques (ordre alphabétique)
- Arrien, Manuel d'Épictète.
- Aristote, Éthique à Nicomaque, Livres III et VII.
- Descartes, Discours de la méthode (1637), surtout la Troisième partie.
- Descartes, Méditations métaphysiques (1641), surtout la Méditation Quatrième.
- Kant, Fondements de la métaphysique des mœurs (1785).
- Kant, Critique de la raison pratique (1788).
- Nietzsche, La Volonté de puissance (projet abandonné en 1888).
- Nietzsche, Par-delà le bien et le mal, (1886).
- Rousseau, Du Contrat Social (1762).
- Schopenhauer, Le Monde comme volonté et comme représentation (1819).
- Spinoza, Éthique (1677).

### Ouvrages récents (ordre alphabétique)
- Anscombe, E., L'intention, 1957.
- Davidson, D., « Comment la faiblesse de la volonté est-elle possible ? », 1970, repris dans Actions et événements, Paris, 1993.
- Dorschel, Andreas, 'The Authority of Will', The Philosophical Forum XXXIII/4 (2002), 425-441.
- Loiret, F., Volonté et infini chez Duns Scot, Paris, 2003.
- Ogien, R., La faiblesse de la volonté, Paris, 1993.
- Ricœur, P., Philosophie de la volonté, tome I, Paris, 1950 ; tome II, Paris, 1960.
- Vernant, J.-P., « Ébauches de la volonté dans la tragédie grecque », in Mythe et tragédie en Grèce ancienne, Paris, 1972.
- Voelke, A.-J., L'idée de volonté dans le stoïcisme, Paris, 1973.